# La caméra de Claire
La caméra de Claire és una pel·lícula dramàtica escrita el 2017, produïda i dirigida per Hong Sang-soo i protagonitzada per Isabelle Huppert i Kim Min-hee. Es va projectar a la secció de projecció especial del 70è Festival Internacional de Cinema de Canes i es va estrenar a França el 7 de març de 2018.

## Argument
Mentre treballava per a una empresa de distribució de pel·lícules coreanes al Festival Internacional de Cinema de Canes, Jeon Man-hee es veu pressionada perquè deixi la seva feina després que el seu cap, Nam Yang-hye, li digui que ja no confia en Man-hee, negant-se a explicar per què se sent així. De fet, l'acomiadament es va produir perquè va mantenir relacions sexuals amb la directora So Wan-soo durant el festival. Man-hee decideix quedar-se de moment a Canes.
Claire, una professora de francès que ha viatjat a Cannes amb un amic per assistir a la projecció de la seva pel·lícula, té una trobada casual amb el director So en un cafè. Ella el porta a una biblioteca local i li ensenya a recitar un poema francès. Encara que no és una artista professional, Claire és una fotògrafa àvida que fa fotos amb la seva càmera instantània. Mentre sopa amb So i Yang-hye, comparteix les seves fotos, inclosa una foto que va fer abans el mateix dia de Man-hee. Així i Yang-hye estan confosos amb les circumstàncies de la foto, sobretot per què Man-hee porta més maquillatge del que és habitual. Més tard, després que la Claire se n'hagi anat, es revela que So i Yang-hye tenen una relació romàntica, possiblement contribuint a l'acomiadament de Man-hee. Així acaba la relació, afirmant que vol assegurar-se que la seva relació comercial no es vegi en perill.
Més tard, la Claire coneix Man-hee després de fer-se una foto a la platja. Durant la seva conversa, la Claire esmenta que mai no ha menjat menjar coreà; Man-hee s'ofereix a cuinar per ella. Man-hee porta la Claire de tornada a l'apartaments hotel on s'allotja amb els seus companys de feina, on comparteixen un àpat. La Claire parla de la seva trobada amb So i Yang-hye, fet que va portar a Man-hee a comprendre les circumstàncies del seu acomiadament.
Man-hee torna a trobar-se amb So per casualitat en un hotel, que l'acosta per la seva roba. La Claire, que també hi és, fa una foto de Man-hee, molestant-la. Man-hee més tard porta la Claire al cafè on va tenir lloc el seu acomiadament. La Claire fa una foto de Man-hee, dient-li que fa fotos perquè l'única manera de canviar les coses és "tornar a mirar-ho tot, molt lentament". Claire comparteix amb Man-hee sobre la mort del seu xicot mesos abans. Yang-hye arriba a l'apartament de Man-hee per reunir-se amb ella. Tot i que la seva conversa no està representada, es veu a Man-hee de nou a la feina.(South Korea)

## Repartiment
- Isabelle Huppert com a Claire
- Kim Min-hee com a Jeon Man-hee
- Chang Mi-hee com a Nam Yang-hye
- Jung Jin-young com a director So Wan-soo
- Yoon Hee-sun
- Lee Wan-min
- Kang Taeu
- Mark Peranson
- Shahira Fahmy

## Producció
El maig de 2016, es va anunciar Isabelle Huppert, Kim Min-hee, Jung Jin-young i Chang Mi-hee es van unir al repartiment de la pel·lícula, amb Hong Sang-soo dirigint la pel·lícula. Va ser rodat durant el 70è Festival Internacional de Cinema de Canes.

## Llançament
L'agost de 2017, Cinema Guild va adquirir els drets de distribució de la pel·lícula als Estats Units; es va estrenar el 9 de març de 2018.

## Recepció crítica
Al lloc web de l'agregador de ressenyes Rotten Tomatoes, la pel·lícula té una puntuació d'aprovació del 90% basada en 40 ressenyes, i una puntuació mitjana de 7,6/10. El consens crític del lloc web diu: "La caméra de Claire afegeix una altra entrada enganyosament modesta a l'obra de l'escriptor i director Hong Sang-soo, una l'impacte persistent de la qual desmenteix la seva breu durada." A Metacritic, la pel·lícula té una puntuació mitjana ponderada de 80 sobre 100, basada en 15 crítics, que indica "crítiques generalment favorables".

## Premis i nominacions
| Premis                     | Categoria         | Destinatari         | Resultat | Ref.  |
| -------------------------- | ----------------- | ------------------- | -------- | ----- |
| 27ns Premis de Cinema Buil | Millor pel·lícula | La caméra de Claire | Nominat  | [ 9 ] |